# 孔繁沛
孔繁沛（1922年1月4日—2011年2月5日），號竹生，生於中國山東省曲阜縣王莊鄉，為基督教浸信會牧師，曾任中華基督教浸信會聯會主席，基隆浸信會及廈門街浸信會牧師，並創辦浸信會慈光堂及青年公園浸信會。

## 生平
孔繁沛是孔子第七十四代後裔，畢業於北平京華美術專科學校（今已併入中央美術學院），妻徐瑞榮。
抗戰爆發後，偕同妻子前往濟南，並開始參加教會活動，不久後便受洗信主。抗戰結束後回到曲阜家鄉擔任學校美術教師，但後來國共內戰爆發，共產黨佔領山東，遂加入中華民國空軍擔任少尉製圖官，並帶妻子隨國民政府撤退至臺灣。
1968年畢業於臺灣浸信會神學院，獲經學學士學位。1969年按牧，擔任基隆浸信會牧師。1976年起擔任廈門街浸信會牧師，並建立浸信會慈光堂。1983年1月獲選為中華基督教浸信會聯會主席。同11月年以中華基督教浸信會聯會主席身分訪問美國密蘇里州，取英文名為Paul，冀望能像使徒保羅一樣畢生傳道。1994年退休，但仍活躍於教會，同時也有時間從事藝術，將基督教神學融入國畫，以水墨畫讚美神。2011年過世。
- 孔繁沛畫作 〈幽谷之香〉
- 孔繁沛畫作 〈神是愛〉
- 孔繁沛畫作 〈愛是永不止息〉